# Toby Collyer
Tobias Christopher Collyer, detto Toby (Worthing, 3 gennaio 2004), è un calciatore inglese, centrocampista del West Bromwich, in prestito dal Manchester Utd, e della nazionale Under-20 inglese.

## Carriera

### Club
È cresciuto nel settore giovanile del Brighton e nel marzo del 2022 è passato al Manchester Utd. Ha debuttato in prima squadra il 10 agosto 2024 nella partita di FA Community Shield persa ai rigori contro il Manchester City ed il 1º settembre seguente ha esordito in Premier League contro il Liverpool. Il 23 gennaio 2025 fa invece il suo esordio nelle competizioni UEFA per club, disputando da titolare nella vittoria casalinga per 2-1 contro i Rangers.
Il 15 agosto 2025 viene ceduto in prestito al West Bromwich, in Football League Championship.

### Nazionale
Nel 2018 ha giocato con le nazionali giovanili inglesi Under-16 ed Under-20.

## Statistiche

### Presenze e reti nei club
Statistiche aggiornate al 15 agosto 2025.
| Stagione        | Squadra                 | Campionato      | Campionato | Campionato | Coppe nazionali | Coppe nazionali | Coppe nazionali | Coppe continentali | Coppe continentali | Coppe continentali | Altre coppe | Altre coppe | Altre coppe | Totale | Totale | Totale |
| Stagione        | Squadra                 | Comp            | Pres       | Reti       | Comp            | Pres            | Reti            | Comp               | Pres               | Reti               | Comp        | Pres        | Reti        | Pres   | Reti   |        |
| --------------- | ----------------------- | --------------- | ---------- | ---------- | --------------- | --------------- | --------------- | ------------------ | ------------------ | ------------------ | ----------- | ----------- | ----------- | ------ | ------ | ------ |
| 2022-2023       | Manchester Utd Under-21 | -               | -          | -          | -               | -               | -               | -                  | -                  | -                  | FLT         | 3           | 0           | 3      | 0      |        |
| 2023-2024       | Manchester Utd Under-21 | -               | -          | -          | -               | -               | -               | -                  | -                  | -                  | FLT         | 2           | 0           | 2      | 0      |        |
| 2024-2025       | Manchester Utd Under-21 | -               | -          | -          | -               | -               | -               | -                  | -                  | -                  | FLT         | 1           | 0           | 1      | 0      |        |
| 2024-2025       | Manchester Utd          | PL              | 6          | 0          | FACup+CdL       | 1+1             | 0               | UEL                | 4                  | 0                  | CS          | 1           | 0           | 13     | 0      |        |
| 2025-2026       | West Bromwich           | FLC             | -          | -          | FACup+CdL       | -               | -               | -                  | -                  | -                  | -           | -           | -           | -      | -      |        |
| Totale carriera | Totale carriera         | Totale carriera | 6          | 0          |                 | 2               | 0               |                    | 4                  | 0                  |             | 7           | 0           | 19     | 0      |        |

## Palmarès

### Club

#### Competizioni giovanili
- FA Youth Cup: 1

Manchester United: 2021-2022